# Bà Rịa
Bà Rịa ist eine Stadt in der Provinz Bà Rịa-Vũng Tàu im Südosten Vietnams. Bà Rịa ist von Vũng Tàu durch einen Fluss getrennt, der von der Cỏ May-Brücke überquert wird. Sie ist der de jure Sitz der Provinz, da sich die meisten Verwaltungsbehörden der Provinz hier befinden. Bà Rịa wurde am 2. Mai 2012 offiziell die Provinzhauptstadt von Bà Rịa – Vũng Tàu und ersetzte damit  Vũng Tàu.

## Lage
Bà Rịa liegt 90 km südöstlich von Ho-Chi-Minh-Stadt und 20 km nordwestlich der Erdölstadt Vũng Tàu. Bà Rịa grenzt im Norden an den Landkreis  Châu Đức und einen Teil des Landkreises Tân Thành, im Süden an Vũng Tàu, im Osten an den Landkreis Long Điền und im Westen an den Landkreis Tân Thành.

## Geschichte
Die Stadt wurde am 2. Juni 1994 aus der Aufteilung des Landkreises Châu Thành in die Landkreise Châu Đức, Tân Thành und die Stadt Bà Rịa gegründet. Viele Teile der Provinzverwaltung wurden von Vũng Tàu nach Bà Rịa verlegt. Bis 2007 war diese Stadt eine Gemeinde 3. Klasse in Vietnam und wurde am 27. November 2014 zur Gemeinde 2. Klasse befördert. Die Stadt wurde am 22. August 2012 zur Provinzhauptstadt erhoben.

## Infrastruktur
Bà Rịa ist ein wichtiger Verkehrsknotenpunkt der Provinz an der Route 51, der Straße 52 und der Straße 56. Bà Rịa liegt etwa 48 km südöstlich des geplanten internationalen Flughafens Long Thành an der National Route 51 (Vietnam). Sie ist über Straßen mit Xuân Lộc verbunden.

## Galerie

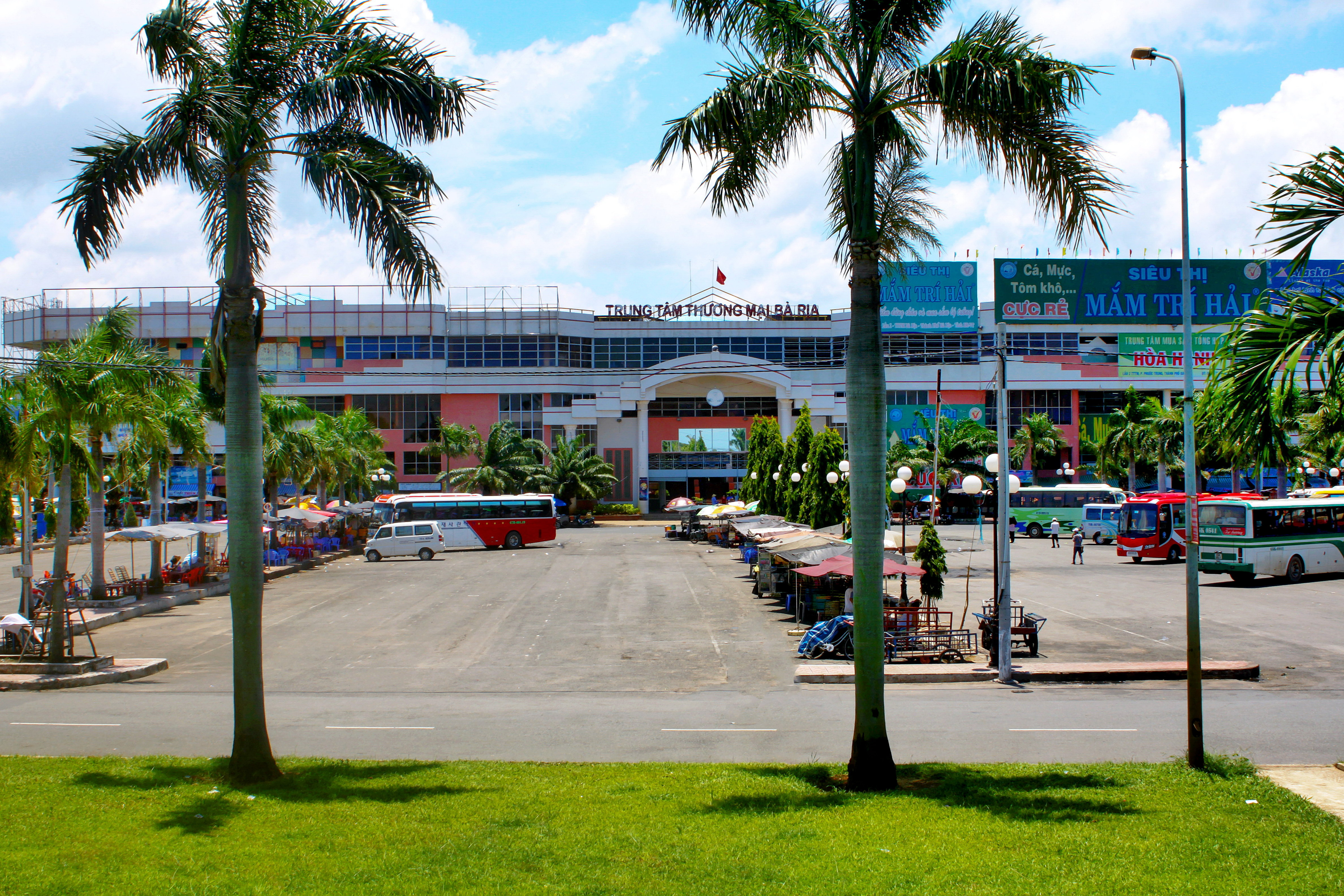
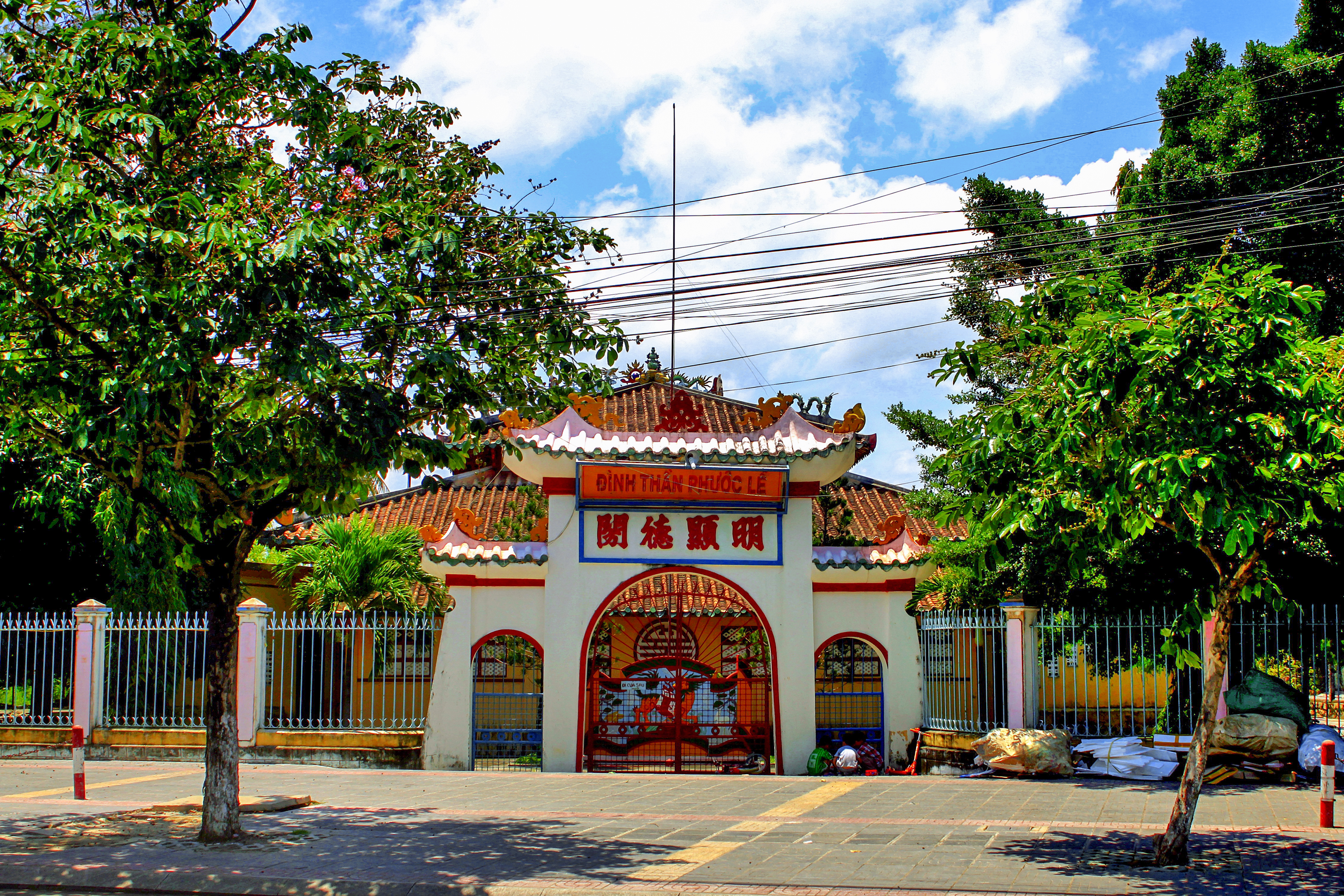